# Peter George (économiste)
Pour les articles homonymes, voir Peter George.
Peter James George, C.M. (né à Toronto le 12 septembre 1941 et mort le 27 avril 2017) est un économiste canadien et administrateur d'université.  
Il est président de l'Université McMaster à Hamilton (Ontario).

## Biographie
Soutenu à Toronto, Peter George a reçu un diplôme de l'University of Toronto Schools. Plus tard, il a reçu un baccalauréat en arts en 1962, une maîtrise en arts en 1963, et un Ph.D. en 1967 de l'Université de Toronto. Il est venu à l'Université McMaster en tant que lecteur en 1965. En 1967, il est devenu professeur auxiliaire, professeur associé en 1971, et professeur de sciences économiques en 1980. 
Le 1er juillet 1995, il a été nommé comme président de l'Université McMaster et il sert son troisième terme (de cinq ans). De 1991 à 1995, il a servi comme président du Conseil des universités de l'Ontario. En 1999, il est devenu membre de l'ordre du Canada.